# Trézéguet (football)
Pour les articles homonymes, voir Trezeguet.
Mahmoud Ahmed Ibrahim Hassan (arabe : محمود أحمد إبراهيم حسن), plus connu sous le nom de Trézéguet pour sa ressemblance avec David Trezeguet, né le 1er octobre 1994 à Kafr el-Cheik, est un footballeur international égyptien qui évolue au poste de défenseur gauche  à Al Ahly SC.

## Carrière

### Al Ahly
Il remporte la Coupe d'Afrique des moins de 20 ans 2013. À la suite de ces belles performances, il se voit offrir un essai à l'OGC Nice, mais les dirigeants égyptiens refuseront par deux fois d'envoyer leur pépite à cet essai.
L'Atlético Madrid, Lille, La Gantoise, Nottingham Forest, le Stuttgart  mais aussi l'Ajax Amsterdam manifesteront leur intérêt pour le jeune Égyptien, mais son club d'Al Ahly le déclarera intransférable avant janvier 2014.

### RSC Anderlecht
Il est transféré au RSC Anderlecht pour la saison 2015-2016.

### Royal Excel Mouscron
Après la 5e journée du championnat 2016-2017, le 31 août, Mahmoud Hassan est prêté au Royal Excel Mouscron afin de retrouver du temps de jeu, il inscrit six buts en vingt-six matchs en Jupiler Pro League.

### Kasimpasa SK
Il est transféré une nouvelle fois pour la saison 2017-2018 au club turc de Kasımpaşa, où il réalise une saison complète avec seize buts en trente-trois matchs.
Lors de la saison 2018-2019, il est nommé dans l'équipe-type du championnat turc.
Il inscrit également neuf buts et délivre neuf passes décisives en trente-huit matchs lors de la saison 2018-2019.

### Aston Villa
Le 24 juillet 2019, il signe à Aston Villa.
Le 2 novembre 2019, Trézéguet inscrit son premier but sous le maillot de Villa à l'occasion de la réception de Liverpool en Premier League (défaite 1-2). Il devient par ailleurs le premier joueur égyptien à inscrire un but pour Aston Villa en Premier League.
Le 28 janvier 2020, Trézéguet inscrit le but de la qualification lors des dernières minutes du temps additionnel face à Leicester City qui permet à Aston Villa de se qualifier pour la finale de la Coupe de la Ligue anglaise.

### Sélection égyptienne
Il joue son premier match international en équipe d'Égypte le 30 août 2014, en amical contre le Kenya (victoire 1-0). Il inscrit son premier but en équipe nationale le 26 mars 2015, en amical contre la Guinée équatoriale (victoire 2-0).
Trézéguet dispute sa première compétition internationale lors de la Coupe d'Afrique des nations 2017 organisée au Gabon. Il atteint la finale de cette compétition, en étant battu par le Cameroun. Il fait partie de la liste des 23 joueurs égyptiens sélectionnés pour disputer la Coupe du monde de 2018 en Russie. L'année suivante, il figure sur la liste des joueurs sélectionnées pour participer à la Coupe d'Afrique des nations 2019 organisée en Égypte où il marque le premier but de la compétition contre le Zimbabwe. Deux ans plus tard, il est de nouveau convoqué pour participer à la Coupe d'Afrique des nations 2021 organisée au Cameroun, dont il sera finaliste avec l'Égypte. Il marquera le but de la victoire contre le Maroc (victoire 1-2) en quart de finale. En décembre 2023, il est retenu dans la liste des vingt-sept joueurs égyptiens sélectionnés par Rui Vitória pour disputer la Coupe d'Afrique des nations 2023.

## Statistiques
| Saison                | Club                        | Championnat           | Championnat | Championnat | Coupe nationale | Coupe nationale | Coupe de la Ligue | Coupe de la Ligue | Compétition(s) continentale(s) | Compétition(s) continentale(s) | Compétition(s) continentale(s) | Total | Total |
| Saison                | Club                        | Division              | M.          | B.          | M.              | B.              | M.                | B.                | Comp.                          | M.                             | B.                             | M.    | B.    |
| 2015-2016             | RSC Anderlecht              | Jupiler Pro League    | 7           | 0           | -               | -               | -                 | -                 | C3                             | 1                              | 0                              | 8     | 0     |
| 2016-2017             | RSC Anderlecht              | Jupiler Pro League    | 1           | 0           | -               | -               | -                 | -                 | C1                             | 2                              | 0                              | 3     | 0     |
| Sous-total            | Sous-total                  | Sous-total            | 8           | 0           | -               | -               | -                 | -                 | -                              | 3                              | 0                              | 11    | 0     |
| 2016-2017             | Royal Excel Mouscron (prêt) | Jupiler Pro League    | 26          | 6           | 2               | 1               | -                 | -                 | -                              | -                              | -                              | 28    | 7     |
| Sous-total            | Sous-total                  | Sous-total            | 26          | 6           | 2               | 1               | -                 | -                 | -                              | -                              | -                              | 28    | 7     |
| 2017-2018             | Kasımpaşa SK                | Süper Lig             | 31          | 13          | 2               | 3               | -                 | -                 | -                              | -                              | -                              | 33    | 16    |
| 2018-2019             | Kasımpaşa SK                | Süper Lig             | 34          | 9           | 4               | 0               | -                 | -                 | -                              | -                              | -                              | 38    | 9     |
| Sous-total            | Sous-total                  | Sous-total            | 65          | 22          | 6               | 3               | -                 | -                 | -                              | -                              | -                              | 71    | 25    |
| 2019-2020             | Aston Villa                 | Premier League        | 34          | 6           | 1               | 0               | 6                 | 1                 | -                              | -                              | -                              | 41    | 7     |
| 2020-2021             | Aston Villa                 | Premier League        | 22          | 2           | -               | -               | 1                 | 0                 | -                              | -                              | -                              | 23    | 2     |
| 2021-2022             | Aston Villa                 | Premier League        | 1           | 0           | -               | -               | -                 | -                 | -                              | -                              | -                              | 1     | 0     |
| Sous-total            | Sous-total                  | Sous-total            | 57          | 8           | 1               | 0               | 7                 | 1                 | -                              | -                              | -                              | 65    | 9     |
| Total sur la carrière | Total sur la carrière       | Total sur la carrière | 156         | 36          | 9               | 4               | 7                 | 1                 | -                              | 3                              | 0                              | 175   | 41    |

## Palmarès

### En club
- Al Ahly SC
  - Vainqueur de la Ligue des champions de la CAF en 2012
  - Champion d'Égypte en 2013
  - Vainqueur de la Supercoupe d'Égypte en 2012
  - Vainqueur de la Supercoupe de la CAF en 2013.

- RSC Anderlecht
  - Champion de Belgique en 2017.

- Aston Villa
  - Finaliste de la Coupe de la Ligue anglaise en 2020.

### En sélection
- Égypte
  - Finaliste de la Coupe d'Afrique des nations en 2017 et en 2022.
- Égypte - 20 ans
  - Vainqueur de la Coupe d'Afrique des nations juniors en 2013.

### Distinctions personnelles
- Membre de l'équipe-type de Süper Lig en 2018 et 2019.